# Station St Keyne Wishing Well Halt
St Keyne Wishing Well Halt is een spoorwegstation van National Rail in Caradon in Engeland. Het station is eigendom van Network Rail en wordt beheerd door Great Western Railway. 

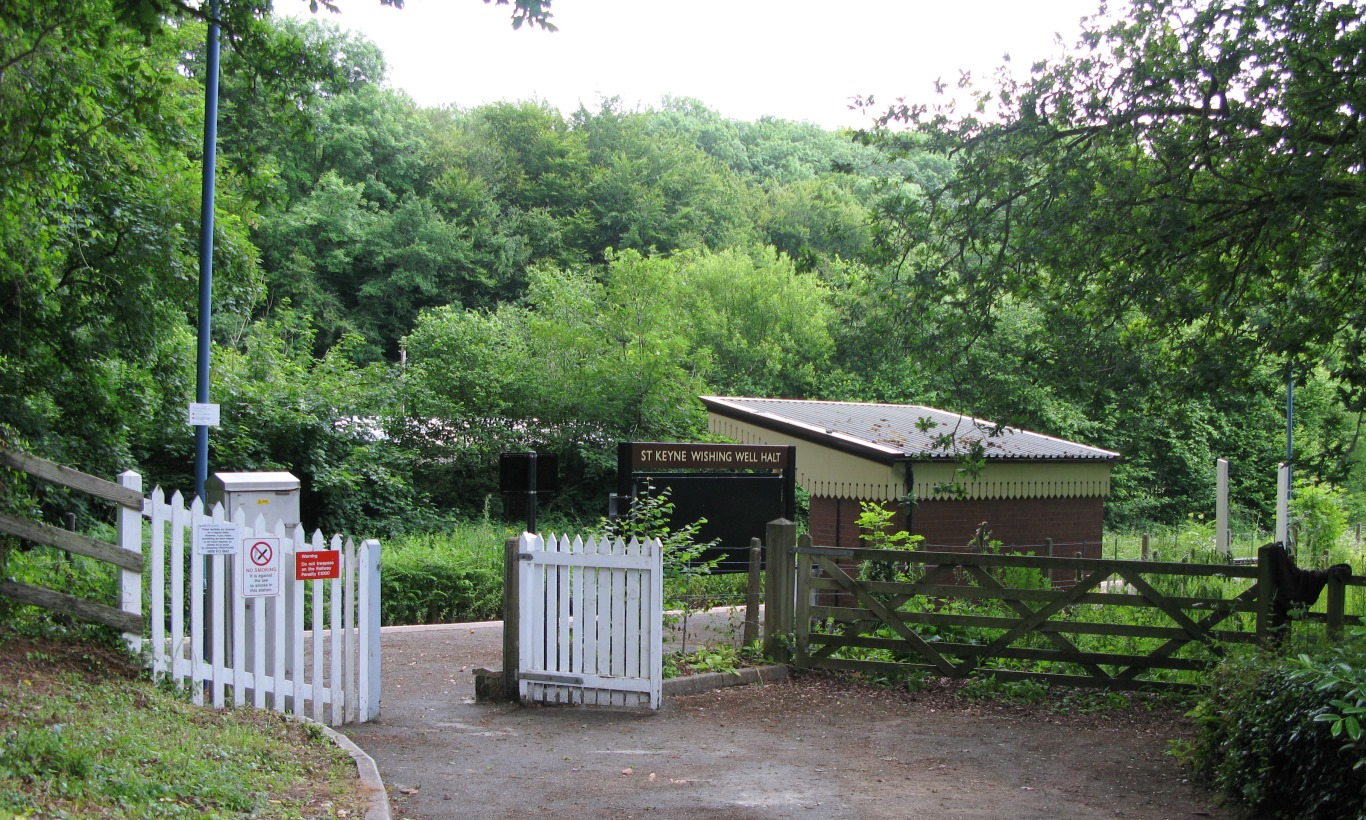
Toegang